# Male Loče
Male Loče so naselje v Občini Ilirska Bistrica. V Ločah živi 32 ljudi